# Alcamo (vino)
L'Alcamo è un vino DOC, istituito con decreto del 30/09/1999, la cui produzione è consentita nelle province di Trapani e Palermo.

## Storia
Nasce nelle colline che da Alcamo arrivano fino a Calatafimi Segesta, con il tempo si estende anche ai territori dei comuni viciniori.

## Delimitazione geografica
All'Art. 3 del disciplinare si legge:
"La zona di produzione delle uve atte alla preparazione dei vini a DOC “Alcamo” comprende i terreni vocati alla qualità di tutto il territorio del comune di:
- Alcamo

Ed in parte il territorio dei comuni di:
- Calatafimi
- Castellammare del Golfo
- Gibellina

Tutti in provincia di Trapani.
E di parte del territorio dei comuni di:
- Balestrate
- Camporeale
- Monreale
- Partinico
- San Cipirello
- San Giuseppe Jato

Tutti nella città metropolitana di Palermo.